# آبی استقلالی
آبی استقلالی نام یک مجموعه فیلم مستند ویدئویی مرتبط با باشگاه فوتبال استقلال تهران است که به کارگردانی مهدی زریباف و تهیه‌کنندگی فریدالدین عطار در سال ۱۳۸۸ منتشر گردید.

## فیلم‌ها
قسمت نخست این مجموعه مستند در مورد حواشی، بازی‌ها و قهرمانی تیم استقلال در فصل ۱۳۸۷-۸۸ فوتبال ایران است. قسمت دوم این مستند یا آبی استقلالی ۲ روایتی از هفته‌های پایانی لیگ برتر ۸۸–۱۳۸۷ است که با قهرمانی باشگاه استقلال در هفته آخر به پایان رسید.

## موسیقی
رضا یزدانی خواننده راک ایرانی برای دو قسمت نخست این مجموعه ترانه‌هایی اجرا کرد.

## حواشی
قسمت دوم مجموعه با اعتراض امیر قلعه‌نویی مربی وقت تیم استقلال رو به رو شد و وی از سازندگان فیلم شکایت کرد.